# Кшижанув (Кутновський повіт)
Кшижанув (пол. Krzyżanów) — село в Польщі, у гміні Кшижанув Кутновського повіту Лодзинського воєводства.
Населення — 255 осіб (2011).
У 1975-1998 роках село належало до Плоцького воєводства.

## Демографія
Демографічна структура станом на 31 березня 2011 року:
|          | Загалом | Допрацездатний вік | Працездатний вік | Постпрацездатний вік |
| -------- | ------- | ------------------ | ---------------- | -------------------- |
| Чоловіки | 123     | 20                 | 88               | 15                   |
| Жінки    | 132     | 26                 | 73               | 33                   |
| Разом    | 255     | 46                 | 161              | 48                   |